# 翼茎草属
翼茎草属（学名：Pterocaulon）是菊科下的一个属，为草本或亚灌木植物。该属共有25种，分布于美洲、大洋洲、亚洲和非洲南部。